# Schräglagenfreiheit

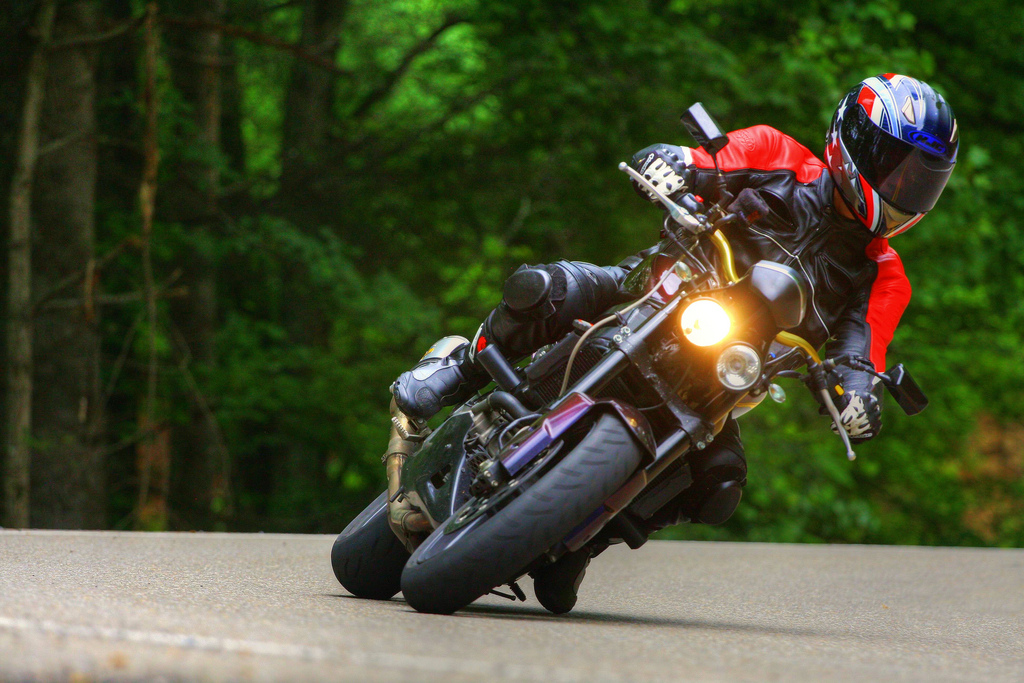
Motorrad bei Kurvenfahrt

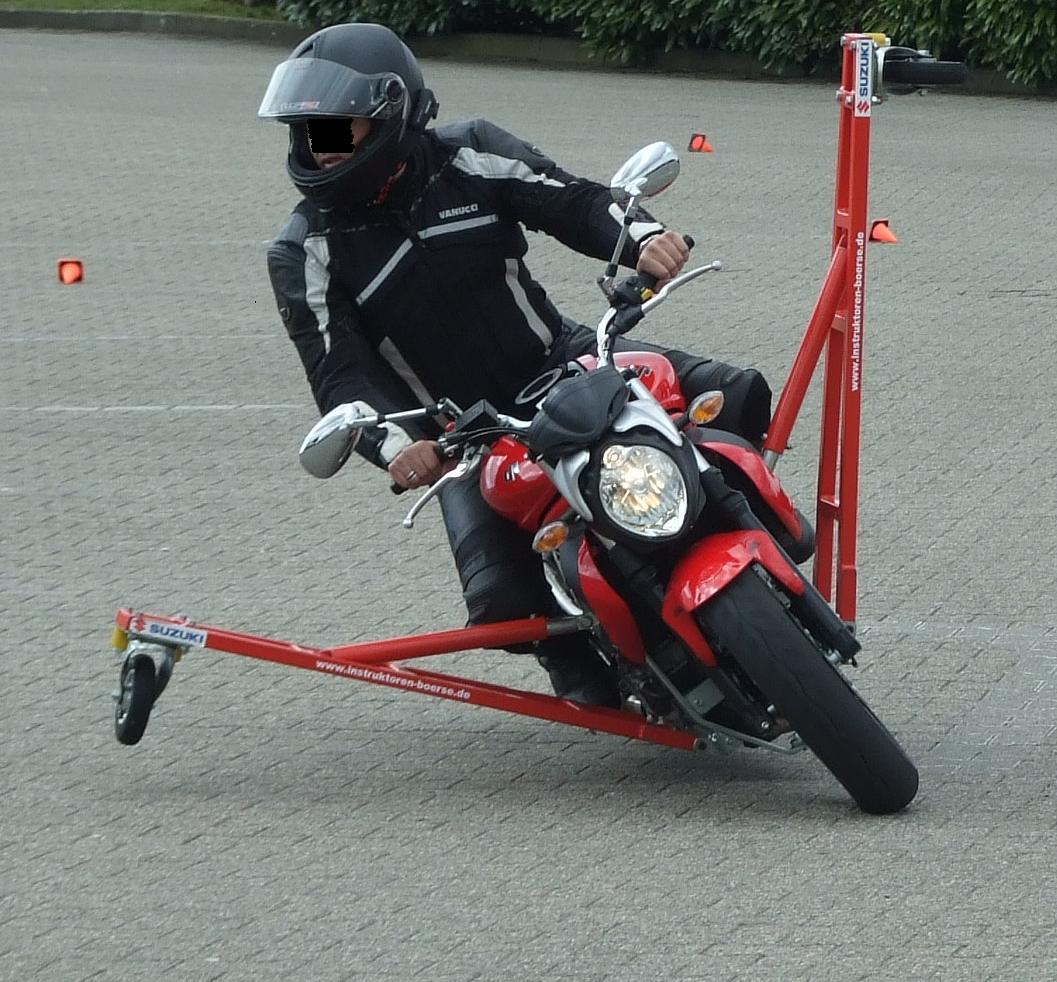
Schräglagentraining

Die Schräglagenfreiheit ist bei Zweirädern den Bereich möglicher Schräglage, bevor ein Bauteil aufsetzt. Die Bauart des Zweirads sowie die Seitenführungskraft der Reifen schränken die Schräglage ein.

## Motorrad
In den 1980er Jahren schrieb die Fédération Internationale de Motocyclisme für Rennmotorräder eine Schräglagenfreiheit von 50° im eingefederten Zustand vor. Durch die Weiterentwicklung, insbesondere im Bereich der Reifen bezüglich der Haftgrenze, wird heute die Schräglagenfreiheit durch Bauteile (u. a. Auspuffanlage, Fußrasten) nicht nur im Rennsport, sondern auch bei sportlichen Motorrädern, nicht eingeschränkt. Im Rennsport wird die Schräglagenfreiheit insbesondere durch die Anhebung des Fahrzeughecks erzielt.
Die Seitenführungskraft der Reifen bestimmt in der Regel die Schräglagenfreiheit. Serienreifen können auf trockener haftfähiger Fahrbahn eine Schräglage von bis zu 55° erreichen, Rennreifen, u. a. in der MotoGP, erlauben Schräglagen von über 62°.
Bei Chopper und Cruisern kann es zu dennoch, aufgrund der Bauart (möglichst tiefe und breite Sitzposition), zur Begrenzung der Schräglagenfreiheit kommen, die im Bereich von 30° liegen.
Bernt Spiegel beschreibt eine „programmierte“ Schräglage des Menschen, die [als ererbtes Repertoire] „nur bis etwa 20 Grad reicht“. Im normalen Straßenverkehr liegt die gefahrene Schräglage zwischen 20 und 30°. Beim Fahrsicherheitstraining kann dieser Bereich gefahrlos bei einem Schräglagentraining überschritten werden.

## Fahrrad
Beim Fahrrad wird die Schräglagenfreiheit durch die Geometrie des Rahmens, die Länge der Pedalkurbeln und die Breite und den Aufbau der Pedale bestimmt. Für Kriterienrennen, bei denen viele Kurven gefahren werden, existieren spezielle Rahmen mit höher liegendem Tretlager. Außerdem werden Kurbeln mit einer Länge von 165 mm montiert (sonst 170 bis 177,5 mm). Ist keine ausreichende Schräglagenfreiheit gegeben, muss der Rennfahrer in der Kurve das Treten unterbrechen. Die Haftgrenze der Reifen spielt beim Fahrrad bei nassen Untergründen, verschmutztem Asphalt und Kopfsteinpflaster eine große Rolle. Fahrradreifen machen auch bei optimaler Fahrbahn, in Zusammenhang mit der geringeren Haftreibung (im Vergleich zum Motorradreifen), große Schräglagen (≥ 35°) unmöglich. Rennreifen (23 bis 25 mm) mit Spezialmischungen können jedoch große Schräglagen bis zu 50° ermöglichen.